# Ранний снег (картина Поленова)
«Ра́нний снег» — картина русского художника Василия Поленова (1844—1927), написанная в 1891 году. Хранится в Государственной Третьяковской галерее (инв. Ж-1217). Размер картины — 48 × 85 см (по другим данным, 46,5 × 85 см).

## История и описание
Эскиз пейзажа был написан Поленовым в 1890 году в деревне Бёхово на Оке, когда в сентябре выпал ранний снег. Это было незадолго до переезда в соседнюю усадьбу «Борок», которая потом стала называться «Поленово».
Композиция картины была тщательно продумана художником. На переднем плане — ещё не сбросившие осеннюю листву деревья, за ними убегающая вдаль лента реки. На горизонте — серо-голубое, затянутое тучами небо, холодные дали бескрайних просторов. Точно и изящно проработаны детали листьев деревьев.
По свидетельству сына художника, Дмитрия Васильевича Поленова, в 1891 году его отцом было написано 8 копий картины «Ранний снег». По некоторым данным, картина, принадлежавшая Третьяковской галерее, была в 1955 году подарена делегации французского театра «Комеди Франсэз» (вероятно, по прямому указанию Н. С. Хрущёва), а другая авторская копия этой же картины, принадлежавшая ранее Алексею Петровичу Ланговому, была в 1989 году передана Третьяковской галерее коллекционером Григорием Павловичем Беляковым — «Дар Г. П. Белякова — памяти сына, — учёного, педагога Бориса Григорьевича Белякова (1936—1989)».
Ещё одна картина («Ранний снег. Бёхово», 1891) находилась в коллекции Фёдора Терещенко, которая потом стала частью собрания Киевского музея русского искусства. Другая картина под тем же названием находится в Ярославском художественном музее.

## Отзывы и критика
Искусствовед Элеонора Пастон так писала в своей монографии о творчестве Василия Поленова:
Особенная чуткость художника к жизни природы, желание запечатлеть едва уловимую изменчивость её состояния в переломные моменты дали себя знать в его пейзажах конца XIX — начала XX века и в полной мере проявились в картине «Ранний снег» (1891). По словам Поленова, он увидел «из окна своей мастерской в 1890 году: снег выпал совершенно неожиданно, когда лес еще не сбросил свой осенний убор и была еще настоящая «золотая осень». Художника поразило состояние застылости, оцепенения природы, ещё хранящей теплоту осенних дней, перед неожиданно надвинувшимся холодом, покрывшим землю снегом и остановившим течение реки.